# Bilan radiatif de la Terre
Le bilan radiatif de la Terre est l'inventaire de l'énergie reçue et perdue par le système climatique de la Terre, sol-atmosphère-océans.
L'apport d'énergie provient principalement du Soleil, celle produite à l'intérieur de la Terre représentant à peine 0,01 % de l'énergie totale reçue par la surface de la Terre. On parle ainsi de bilan radiatif car l'énergie thermique entrant dans le système Terre provient principalement du rayonnement solaire. Le rayonnement solaire reçu par les couches les plus élevées de l'atmosphère, ou constante solaire, est d'environ 340 W/m2 en moyenne annuelle. Le Soleil étant une étoile de type G2, son spectre d'émission s'étend de 0,2 à 4 micromètres, c'est-à-dire de l'ultraviolet à l'infrarouge en passant par le visible.

## Énergie reçue

Spectres du rayonnement solaire au sommet de l'atmosphère et au sol.

La puissance totale entrant dans le système sol-atmosphère-océan est estimée à 174 pétawatts (|PW). Ce flux est composé de :
- rayonnement solaire (99,97 %, soit 173 PW) :
  - cette quantité est calculée en estimant que le rayonnement solaire moyen possède une densité énergétique (constante solaire) égale à 1 361 W/m2 à une distance de une unité astronomique, et que ce rayonnement est intercepté par la surface terrestre dont le disque apparent (plat) a une superficie incidente de 1,274 × 1014 m2. L'énergie ainsi reçue, répartie sur l'ensemble du globe terrestre (ellipsoïde ayant une superficie globale de 5,101 × 1014 m2), correspond à une puissance moyenne, ou rayonnement solaire incident moyen, d'environ 340 W/m2 [note 1],[1], soit au total 1,734 × 1017 W,
  - le système sol-atmosphère-océan n'absorbe pas toute cette énergie incidente, une partie est réfléchie (par effet albédo, en fonction du sol, des océans, des nuages, des glaces et donc du climat, entraînant des effets rétroactifs ou amplificateurs importants très complexes, d'autant plus qu'on cherche une grande précision). Environ 30 % de l'énergie solaire reçue est réfléchie sans être absorbée,
  - le rayonnement solaire n'est pas constant (voir cycle solaire) et il n'est pas connu avec une précision plus grande qu'à près d'un watt par mètre carré ;
- géothermie : la puissance issue de l'activité radioactive à l'intérieur de la Terre et, pour 10 à 20 % de cette contribution, celle issue de l'énergie résiduelle de sa formation représentent à peu près 0,025 % de la puissance totale reçue, environ 44,2 térawatts[2] (ou TW) ;
- combustibles fossiles et fission radioactive réalisées par l'homme : ils représentent 0,009 %, soit 15 TW[3]. L'énergie totale utilisée à partir des sources commerciales d'énergie entre 1880 et 2000, y compris le pétrole fossile et l’énergie nucléaire, est estimée à 13,9 × 1021 J[4] ; l'énergie primaire mondiale annuelle est de 6 × 1020 J, soit une puissance continue moyenne de 19 TW ;
- les frictions dues aux marées : 0,002 % soit 3,321 TW.

L'essentiel de l'énergie reçue provient donc du Soleil.

## Échanges entre l'espace, la surface terrestre et l'atmosphère

Bilan des échanges thermiques entre l'espace, l'atmosphère et la surface terrestre.

### Bilan énergétique
Le bilan énergétique de la Terre est quasiment équilibré, c'est-à-dire que la quantité d'énergie absorbée par le « système » que constitue la planète est égale à la quantité d'énergie réémise, si bien que la température moyenne est presque constante.
La principale origine des changements de l'énergie terrestre est la modification de la composition de l'atmosphère due à l'activité humaine, qui représente environ 460 TW, soit en moyenne 0,90 ± 0,15 W/m2.
D'une manière générale, les transferts de quantité de chaleur dans la nature sont essentiellement fondés sur quatre phénomènes :
- le transport par rayonnement thermique, mécanisme par lequel un rayonnement électromagnétique est absorbé par la matière pour générer de l'agitation thermique, ou inversement, par lequel l'agitation thermique de particules dans la matière génère un rayonnement électromagnétique ;
- la conduction thermique, qui est le transfert de proche en proche de l'agitation thermique entre deux régions d'un même milieu, ou d'un corps à un autre ;
- le transport de chaleur par convection thermique, par lequel un fluide chauffé en un point se met en mouvement vers une région plus froide ;
- le transport au sein d'une telle convection de la chaleur latente, initialement absorbée par l'évaporation, et que libère ensuite la condensation ou le gel de cette vapeur d'eau.

De ces quatre formes de transfert, seul le premier permet de transférer de la chaleur à travers le vide interplanétaire. C'est pourquoi le « bilan énergétique » de la planète, à ce niveau global, se confond avec son « bilan radiatif ». Plus précisément, le rayonnement reçu par la Terre (essentiellement solaire) est globalement réémis vers l'espace. Le bilan global est cependant légèrement positif, du fait de la chaleur issue de la Terre elle-même, modifiée par la chaleur dégagée ou absorbée par les océans, sur des temps de l'ordre du millénaire.
En pratique, entre l'émission entrante et l'émission sortante, le flux énergétique suit des mécanismes de transfert variés entre les différents « compartiments » que représentent l'espace, l'atmosphère, la surface terrestre et les masses océaniques.
Par commodité, pour l'analyse des échanges entre ces compartiments, on ne considère que les transferts verticaux moyennés sur la surface du globe, et on ramène ces flux thermiques globaux (mesurés en watt) à des flux par unités de surface (en watt par mètre carré). De plus, pour l'analyse qualitative, on considère que la surface océanique et la surface terrestre forment un seul et même compartiment.
Il faut souligner de plus que les valeurs des flux entre ces compartiments sont approximatives, et varient fortement d'une source à l'autre. Pour simplifier l'exposé, les valeurs ci-après sont légèrement arrondies.

### Flux énergétique entrant
Le rayonnement solaire incident, estimé à 340 W m−2, se présente uniquement sous forme de rayonnement électromagnétique. Le transfert d'énergie qui en résulte se répartit en :
- 100 W m−2 réfléchis par l'atmosphère (75 W m−2) et par la surface terrestre (25 W m−2). L'albédo de Bond moyen du système Terre-atmosphère est de l'ordre de 0,3[6], c'est-à-dire que 30 % du rayonnement reçu par le sommet de l'atmosphère sont réfléchis par l'atmosphère, les nuages ou la surface de la Terre (océans, neige, etc.), sans changement de longueur d'onde. Le reste est effectivement absorbé par la surface terrestre ou l'atmosphère sous forme de chaleur ;
- 80 W m−2 directement absorbés dans l'atmosphère par les molécules de l'air et les nuages. Les ultraviolets sont absorbés en grande partie par l'ozone (O3) et les infrarouges par la vapeur d'eau et le dioxyde de carbone (CO2). La lumière visible est absorbée en partie par les nuages, mais elle atteint majoritairement la surface de la Terre ;
- 160 W m−2 absorbés par la surface terrestre (océans et continents).

Ce qui n'est pas réfléchi (donc 240 W m−2) est converti sous une autre forme d'énergie, soit en énergie thermique (chaleur), soit en énergie mécanique (mouvements du vent et de la houle), soit consommé par un changement d'état endothermique (vaporisation, fusion, sublimation, ionisation), soit stocké sous forme d'énergie chimique potentielle (ex. : photosynthèse), etc.

### Équilibre de la surface terrestre

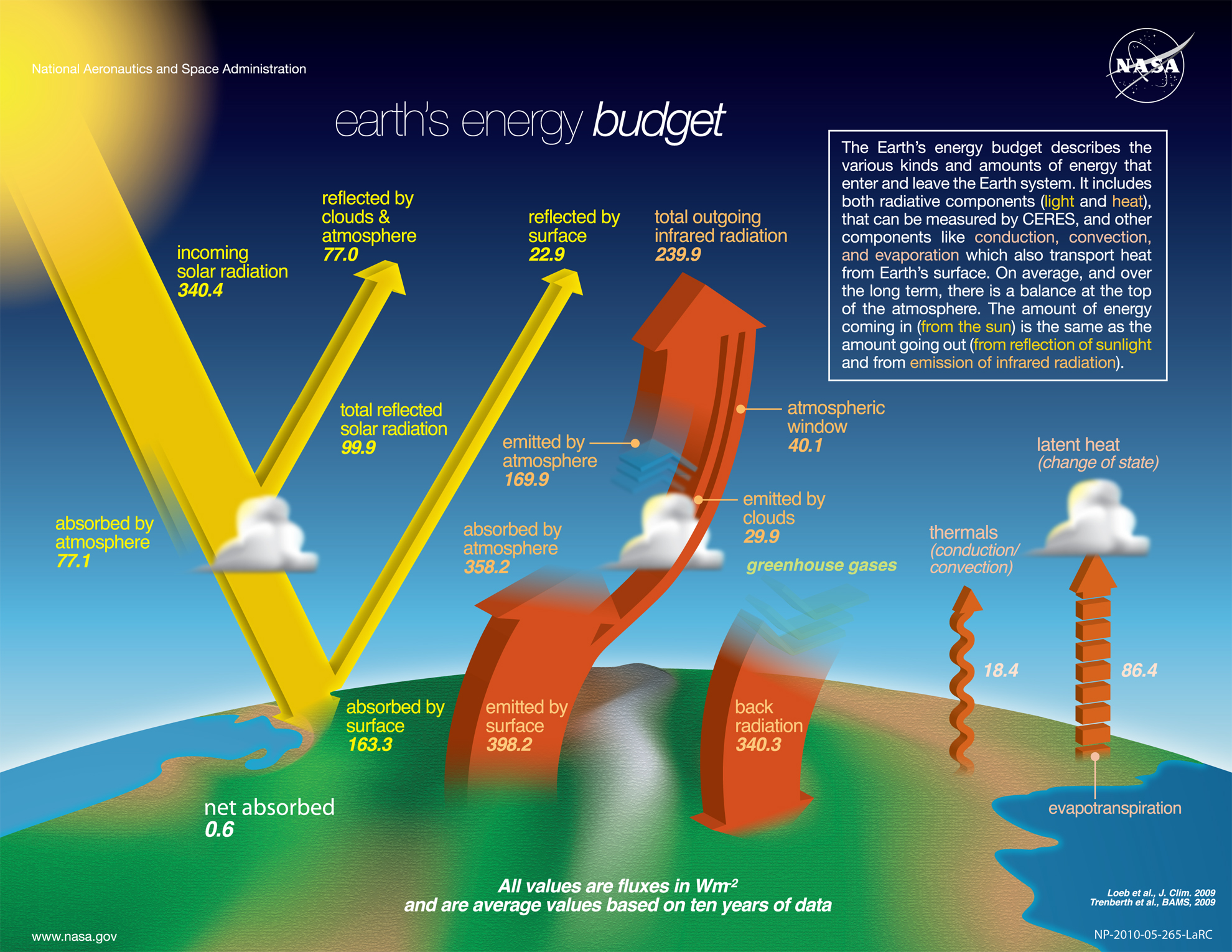
Budget énergétique terrestre vu par la NASA.

Près des deux-tiers de l'énergie solaire qui n'est pas directement réfléchie arrive à la surface terrestre, et chauffe directement le sol. La température du sol montant, à l'équilibre, une partie de cette énergie va contribuer à réchauffer la basse atmosphère, à travers deux mécanismes :
- le rayonnement thermique émis par le sol et absorbé par l'atmosphère (pour la part qui n'est pas diffusée dans l'espace) ;
- la conduction thermique, qui chauffe directement l'air au contact du sol, et indirectement la couche limite du sol à travers la convection turbulente qu'elle entraîne, qui mélange la couche de surface sur une petite épaisseur.

En retour, la basse couche d'atmosphère chauffée émet également un rayonnement thermique, mais cette couche est (en moyenne, pour l'ensemble du globe) plus froide que le sol lui-même. L'émission calculée du sol vers l'atmosphère (360 W m−2) est de ce fait plus forte que celle de la basse couche atmosphérique vers le sol (340 W m−2), conduisant à un transfert net du sol vers l'atmosphère par rayonnement (de l'ordre de 20 W m−2).
Pour mémoire, la surface terrestre est composée à 70 % d'océans. Une partie de l'énergie reçue entraîne la circulation thermohaline, qui a pour effet net de transférer une partie de cette énergie vers des latitudes plus élevées (sans effet sur le bilan énergétique de la surface). Une autre partie de l'énergie reçue (82 W m−2) est absorbée par l'évaporation de l'eau et est également transférée vers l'atmosphère.
La surface terrestre reçoit donc au total 500 W m−2 répartis comme suit :
- 160 W m−2 proviennent du rayonnement solaire parvenant à la surface terrestre ;
- 340 W m−2 proviennent virtuellement de l'atmosphère sous forme de rayonnement infrarouge.

Ces 500 W m−2 sont restitués comme suit :
- 80 W m−2 par évaporation de l'eau de la surface des océans, qui est transférée à l'atmosphère ;
- 20 W m−2 sous forme de chaleur sensible transmise par conduction / convection de l'air à la surface de la Terre, dans la couche limite du sol ;
- 360 W m−2 sont émis virtuellement par la surface terrestre sous forme de rayonnement infrarouge et absorbés par la basse atmosphère ;
- 40 W m−2 sont émis par la surface terrestre sous forme de rayonnement qui peut s'échapper vers l'espace (dans la fenêtre atmosphérique infrarouge laissée par la vapeur d'eau)[7]. En réalité, suivant la couverture nuageuse, une partie de ce rayonnement peut être bloquée par les nuages et réchauffe l'atmosphère).

Potentiellement, l'émission globale du sol en infra-rouges serait donc de l'ordre de 400 W m−2, dont une petite fraction seulement (10 %) peut s'échapper dans l'espace, le reste étant bloqué par les gaz à effet de serre.
Le rayonnement infrarouge de l'atmosphère vers le sol est qualifié de « back radiation » dans la littérature du GIEC, parce que si le sol, à une température effective de 17 °C, émet théoriquement un flux de 400 W m−2, il faut modéliser un flux inverse vers le bas pour représenter la part de radiation qui est « restituée » au sol par l'atmosphère, parce qu'elle est arrêtée par les gaz à effet de serre qui lui sont opaques. Physiquement, cependant, les échanges entre sol et atmosphère ne s'analysent pas comme un flux de radiations à deux sens, mais comme un flux simple d’énergie de 20 W m−2 du sol vers l'atmosphère.
Pour le bilan des transferts nets, la surface terrestre reçoit 160 W m−2 du rayonnement solaire, essentiellement sous forme de lumière visible, et les restitue alors comme suit :
- 80 W m−2 par évaporation de l'eau de la surface des océans, qui est transférée à l'atmosphère ;
- 40 W/m2 sous forme de rayonnement dans la fenêtre de la vapeur d'eau, qui peut s'échapper vers l'espace ;
- 20 W m−2 par conduction / convection de l'air à la surface de la Terre, dans la couche limite du sol ;
- 20 W m−2 sous forme de rayonnement infrarouge absorbés par la basse atmosphère, à cause des gaz à effet de serre.

### Équilibre de l'atmosphère
L'atmosphère reçoit 540 W m−2 répartis comme suit :
- 80 W m−2 de la part du rayonnement solaire incident, comme mentionné ;
- 80 W m−2 initialement absorbés par l'évaporation de l'eau ; l'énergie correspondante est alors convertie en chaleur latente d'évaporation et libérée dans l'atmosphère lorsque la vapeur d'eau se condense pour former des nuages ;
- 20 W m−2 de chaleur sensible par conduction / convection de l'air à la surface de la Terre, dans la couche limite du sol ;
- 360 W m−2par absorption du rayonnement infrarouge émis par la surface terrestre (supérieur à sa propre émission, pour un bilan positif de 20 W m−2).

Ces 540 W m−2 sont réémis ainsi :
- 340 W m−2 sont émis par rayonnement infrarouge pour éviter à la surface terrestre de se refroidir trop vite (pour établir le bilan final à 20 W/m²) ;
- 200 W m−2 sont émis par rayonnement infrarouge vers l'espace.

L'atmosphère est globalement opaque aux rayonnements infra-rouges, du fait des gaz à effet de serre. De ce fait, alors que la plus grosse partie de la chaleur reçue l'est au niveau du sol, dans les basses couches atmosphériques (pour un total de 120 W/m²), l'essentiel de la réémission (200 W/m2) se situe dans la haute atmosphère, à une altitude suffisante pour que le reste d'atmosphère soit suffisamment ténu pour ne plus être trop opaque à ces rayonnements. Contrairement à la surface du sol, l'atmosphère ne se réduit pas à une surface qui émet ou reçoit de la chaleur, mais s'étend en épaisseur, et doit donc assurer un transfert d'énergie entre les basses couches et les hautes couches. Sur les quatre phénomènes qui permettent des transferts de quantité de chaleur :
- le transfert par rayonnement thermique n'est pas efficace, parce que l'atmosphère présente une épaisseur optique importante à ces infra-rouges, du fait de la présence de gaz à effet de serre ;
- le transfert par conduction thermique est très inefficace, parce que l'air est un excellent isolant thermique (c'est ce qui fait le confort thermique des duvets...) ;
- le principal mode de transport est le transfert (par la convection) des quelque 80 W m−2 de la chaleur latente de condensation, qui amène cette chaleur aux cœur des nuages ;
- la convection est à la fois le mode de transport de la chaleur latente de condensation, et celui qui évacue les 20 W m−2 de la couche d'air chauffée à la surface du sol. Pour mémoire, la convection emporte également une partie de l'énergie sous forme d'énergie mécanique (énergie éolienne), mais ce transfert est principalement un transfert horizontal et n'a guère d'incidence sur le bilan énergétique global.

L'essentiel du transfert thermique est donc directement ou indirectement dû à des cellules de convection, qui peuvent se manifester à échelle continentale (cellules de Hadley), régionale (ouragans et cyclones) ou locale (cellule d'orage). L'air chaud et humide, moins dense que son équivalent froid, finit toujours par s'élever ; l'humidité emportée se condense et retombe sous forme de pluie froide, libérant sa chaleur latente qui va chauffer à nouveau la masse d'air, laquelle peut continuer son ascension sous forme d'air sec ; et l'air sec arrive finalement à une altitude où il peut rayonner vers l'espace, ceci d'autant plus facilement qu'il n'est plus chargé d'eau, le principal gaz à effet de serre.

### Flux énergétique sortant
L'espace reçoit 340 W m−2 répartis comme suit :
- 100 W m−2 réfléchis par l'atmosphère et la surface terrestre ;
- 200 W m−2 émis par l'atmosphère sous forme de rayonnement infrarouge vers l'espace ;
- 40 W m−2 émis par la surface terrestre sous forme de rayonnement infrarouge vers l'espace.

Les deux derniers forment le rayonnement sortant à grande longueur d'onde. On doit remarquer que ce rayonnement est hétérogène : une partie (40 W m−2) provient directement du sol, mais la répartition correspondante des longueurs d'onde est filtrée par les gaz à effet de serre ; le reste (200 W m−2) est émis par la haute atmosphère, dont une petite fraction (de l'ordre de 17 W m−2) l'est par la stratosphère, dissipant l'énergie interceptée au niveau de la couche d'ozone.

## Température moyenne de la Terre

### Modélisation d'un corps noir
La loi de Stefan-Boltzmann permet de déterminer la température d'un tel corps à partir de la quantité de rayonnement qu'il émet, et inversement, selon la formule :
{\displaystyle M=\sigma T^{4}}
avec :
M : puissance émise par unité de surface (W m−2) ;
T : température du corps en kelvins (°C + 273,15) ;
{\displaystyle \sigma } = 5,670 367(13) × 10−8 W⋅m−2 ⋅K−4 : constante de Stefan-Boltzmann.
La Terre n'étant pas à petite échelle et à court terme en équilibre thermique, la définition d'une température moyenne de la Terre nécessite de la considérer dans sa globalité et à long terme.
Il est possible d'attribuer à la surface terrestre une température moyenne théorique en assimilant la Terre à un corps noir. C'est une température théorique radiative de la surface terrestre, appelée « température effective »,. Dans ce modèle simplifié, la température effective n'est que la transcription en kelvins d'une émission moyenne d'énergie, sur la globalité de la Terre, sans tenir compte des disparités de température locale entre les pôles et l'équateur, ou selon les saisons.
Pour une température moyenne estimée de l'ordre de +17 °C au niveau du sol, la formule donne un flux radiatif de M = 400 W m−2 (on aurait 3 900 W m−2 pour +157 °C).
De son côté, l'énergie absorbée par la Terre dans son ensemble et transformée en chaleur représente de l'ordre de 240 W m−2, ce qui, pour une émission de corps noir, correspond à une température théorique de −18 °C (−19 °C pour 235 W m−2).
Cette différence de température de 36 °C correspond à l'effet de serre, dû à ce que le rayonnement infra-rouge du sol ne s'échappe pas librement dans l'espace, mais est largement bloqué dans l'atmosphère par les gaz à effet de serre qui y sont opaques. D'origine naturelle, il réchauffe donc la surface terrestre, les deux tiers du réchauffement étant attribués à la vapeur d'eau dans l'atmosphère et un dernier tiers au CO2,.
D'autre part, la différence entre la puissance théoriquement émise par la surface terrestre et la puissance effectivement émise vers l'espace, à savoir 160 W m−2, porte le nom de forçage radiatif provoqué par ces gaz à effet de serre.
La notion de température effective est parfois critiquée par les climatosceptique pour contester les ordres de grandeur d'évolution de la température moyenne globale de la Terre exploitant des modèles radiatifs. Ces travaux tentant de relier l'émission radiative à une température moyenne ont suscité de nombreuses critiques. Deux points sont très critiquables :
- la Terre dans son ensemble n'est évidemment pas un corps noir, et le profil d'émission radiative qu'elle présente a de nombreuses disparités, entre les émissions directement issues du sol (de l'ordre de 300 K), celles issues de la tropopause (de l'ordre de 220 K) et celles issues de la stratosphère (creux de l'ozone) ;
- l'émission du corps noir variant suivant la quatrième puissance de la température, la température correspondant à une émission moyenne n'a rien à voir avec la moyenne des températures assurant cette émission, parce qu'en proportion un point chaud pèse beaucoup plus dans l'émission moyenne que dans la température moyenne[note 5].

### Mécanisme de l'effet de serre

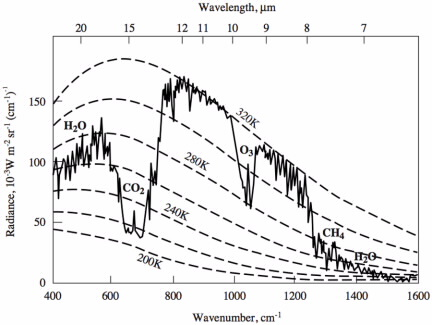
Spectre émissif de la Terre, constaté par le satellite Nimbus 4. La puissance rayonnée est proportionnelle à la surface sous la courbe.

L'effet de serre résulte directement du caractère transparent ou opaque de l'atmosphère en fonction des longueurs d'onde infrarouge.
D'une manière générale, les corps chauds émettent des rayonnements électromagnétiques, mais le rayonnement du corps noir est un maximum théorique, qui ne peut être atteint que pour un corps qui absorbe parfaitement tous les rayonnements électromagnétiques (et donc, qui apparaît totalement noir à la lumière). Pour un corps quelconque, la loi du rayonnement de Kirchhoff implique que l'émissivité est égale à l'absorptivité : un corps ne peut rayonner que sur des fréquences qu'il est capable d'absorber, donc pour lesquelles il n'est ni transparent, ni réfléchissant. En particulier, les gaz ne peuvent émettre que sur des fréquences qu'ils absorbent, donc pour lesquelles ils sont plus ou moins opaques.
L'opacité plus ou moins grande d'un gaz se mesure à son épaisseur optique : Pour une épaisseur optique τ = 1 on a une fraction 1/e du rayonnement incident qui est absorbée, soit ~37 %, le reste (63 %) pouvant traverser le milieu pour émerger de l'autre côté. L'opacité croît très rapidement avec l'épaisseur optique, pour une épaisseur de 10, la fraction qui traverse le milieu n'est plus que de 0,6310 ≈ 1 %. L'épaisseur optique dépend de la longueur d'onde. Ainsi, entre 25 et 35 THz, l'épaisseur optique de l'atmosphère est de l'ordre de 0,2, ce qui signifie qu'elle est pratiquement transparente, c'est la « fenêtre infra-rouge ». Inversement, pour des fréquences inférieures à 20 THz, l'épaisseur optique est supérieure à dix, et peut atteindre quelques centaines : l'atmosphère est pratiquement opaque pour ces infra-rouge lointains. L'épaisseur optique fonctionne comme un brouillard épais, qui permet de distinguer un environnement proche, mais noie le lointain dans un gris uniforme.
Lorsque la surface terrestre rayonne, elle rayonne sensiblement sur toutes les longueurs d'onde, mais seules peuvent s'échapper directement vers l'espace les longueurs d'onde pour lesquelles l'atmosphère est transparente, donc situées dans la fenêtre infra-rouge. Les autres (pour lesquelles l'atmosphère est opaque) sont absorbées et chauffent l'atmosphère elle-même. Pour les longueurs d'onde où l'épaisseur optique est de quelques dizaines, l'absorption est réalisée dans la très basse atmosphère, qui se met rapidement en équilibre thermique avec le rayonnement du sol. Étant chaude, la basse atmosphère rayonne à son tour, mais la basse atmosphère ne peut pas rayonner directement vers l'espace, puisqu'elle ne peut pas émettre sur les fréquences pour lesquelles elle est transparente, et ne peut émettre que sur les fréquences pour lesquelles elle est opaque .
Quand le sol est chauffé par le rayonnement solaire, il va émettre directement une fraction (~10%) du rayonnement vers l'espace, le reste chauffant la basse atmosphère. La seule évacuation possible de cette chaleur est de déclencher un mouvement de convection, qui élève l'air chauffé (et généralement humide) inférieur pour le remplacer par de l'air plus froid (et généralement plus sec) des couches supérieures. Ce mode de transfert de chaleur va transférer mécaniquement l'énergie solaire en altitude, jusqu'au point où l'épaisseur optique restante devient de l'ordre de l'unité : à ce point, le gaz rayonne les fréquences qu'il est capable d'absorber, mais n'ayant plus une épaisseur significative de gaz au-dessus de lui, ce rayonnement est capable de s'échapper vers l'espace.
- Pour une fréquence donnée, le rayonnement sortant à grande longueur d'onde est émis à partir d'une altitude où l'épaisseur optique devient de l'ordre de l'unité.
- Pour cette altitude, et tant que l'émission se situe sous la tropopause, le spectre d'émission est celui d'un corps dont la température est donnée par le gradient adiabatique dans l'atmosphère.

De ce fait, le profil du rayonnement sortant est composé de plusieurs segments, correspondant au point où différents émetteurs atteignent la condition de transparence :
quand les couches sont transparentes aux rayonnements, le rayonnement thermique est celui du sol, ici 320 K. Pour les fréquences où le CO2 rend l'atmosphère opaque, la surface apparente depuis l'espace est celle à partir de laquelle un rayonnement peut s'échapper librement, et la température de cette surface est de 220 K (tropopause). Pour les fréquences où H2O rend l'atmosphère opaque, la température de la surface apparente est de l'ordre de 260 K (nébulosités).
C'est la somme de ces différentes émissions qui doit globalement compenser l'énergie solaire reçue par la Terre. Au premier ordre, le principal gaz à effet de serre est la vapeur d'eau, pour laquelle l'atmosphère devient transparente à une pression de l'ordre de 0,2 atmosphère, l'atmosphère devant évacuer de l'ordre de 216 W/m2, devra le faire à une température d'émission de −25 °C, et sachant que le transfert a été essentiellement dû à la convection, le gradient adiabatique dans l'atmosphère détermine l'élévation de la température au sol qui s'en déduit.

## Déséquilibre énergétique de la Terre (EEI)

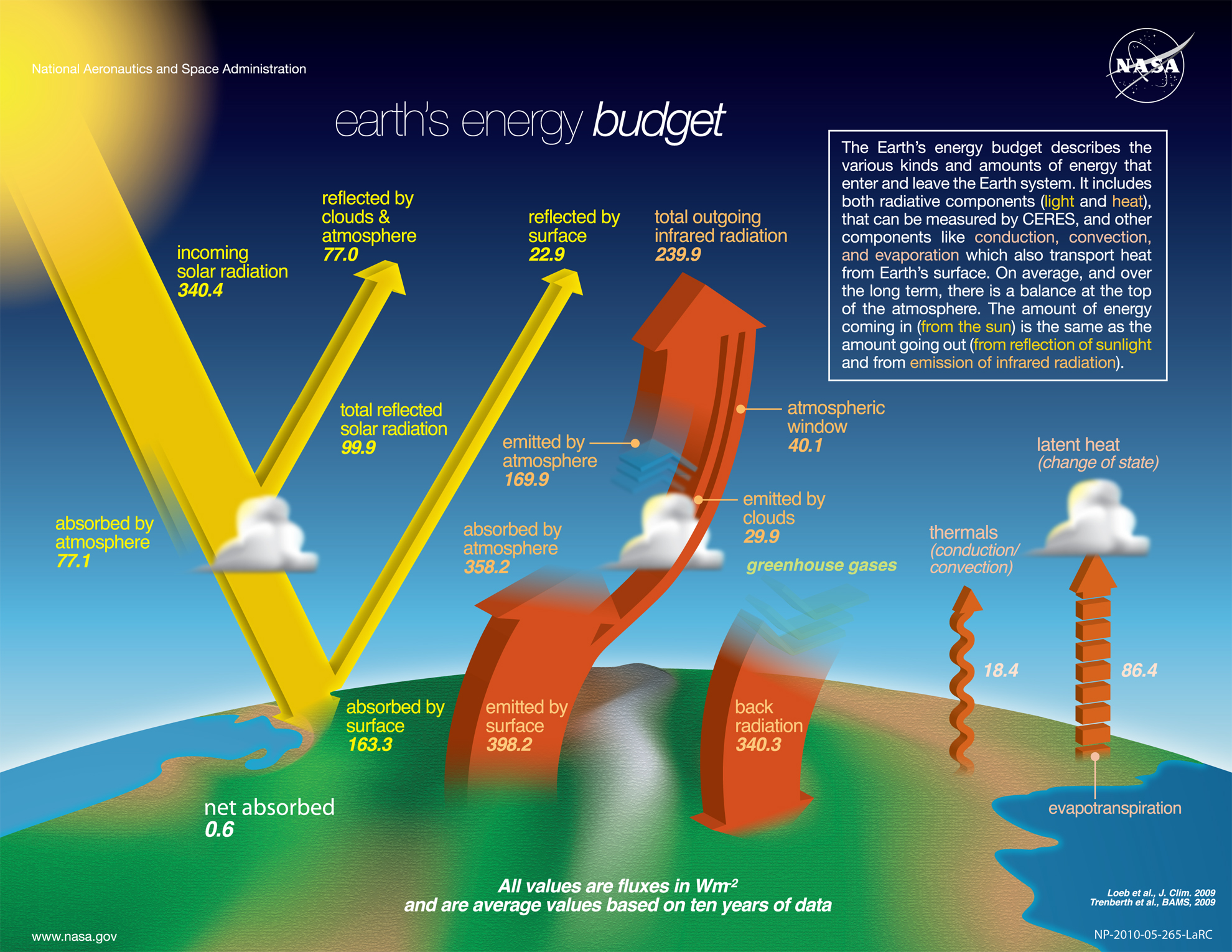
Le déséquilibre énergétique de la Terre est la quantité d'énergie « nette absorbée » et est passé de +0,6 W/m2 (estimation de 2009) à plus de +1,0 W/m2 en 2019. Il s'agit de l'équilibre entre les rayonnements entrants et sortants et peut être mesuré par satellite.

Le déséquilibre énergétique de la Terre (Earth's energy imbalance, EEI) est défini comme « le flux énergétique net persistant et positif (vers le bas) du sommet de l'atmosphère, associé au forçage des gaz à effet de serre du système climatique ». Suivant que le flux énergétique entrant de la Terre est supérieur ou inférieur au flux énergétique sortant, la planète gagnera (se réchauffera) ou perdra (se refroidira) de l'énergie thermique nette, conformément à la loi de conservation de l'énergie. L'EEI positif définit ainsi le taux global de réchauffement planétaire et est généralement exprimé en watts par mètre carré (W/m2).
Lorsque le déséquilibre énergétique de la Terre (EEI) se déplace de manière suffisamment importante, ce déplacement est mesurable par des satellites. Les déséquilibres qui ne s'inversent pas au fil du temps entraîneront également des changements de température à long terme dans les composantes atmosphériques, océaniques, terrestres et de glace du système climatique.

### Évaluations de l'inventaire énergétique

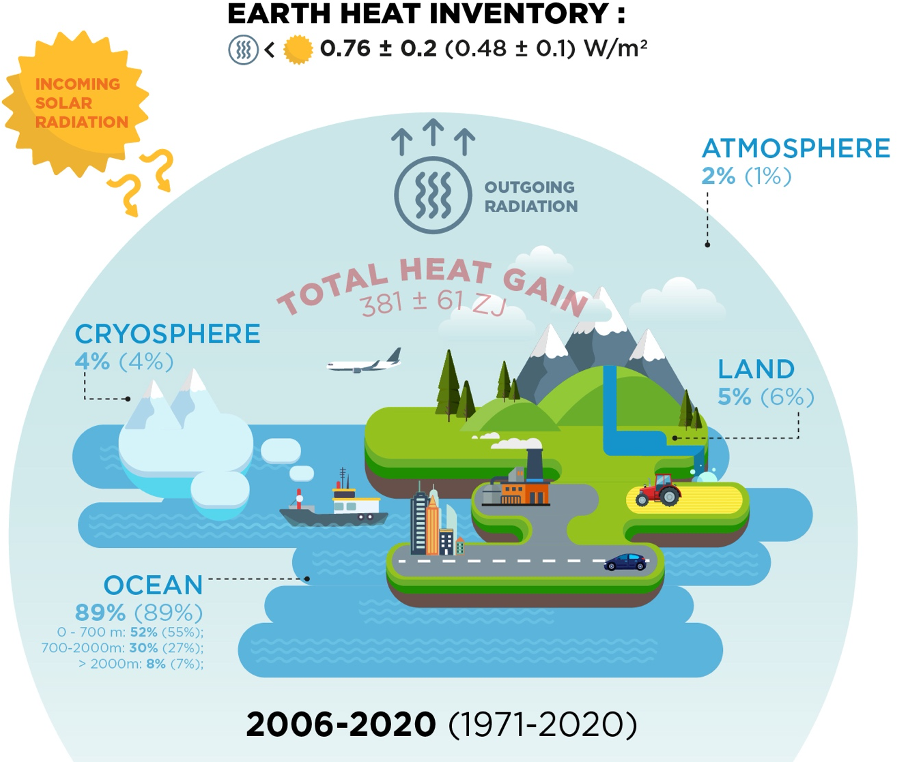
Schéma de l'inventaire de chaleur excédentaire de la Terre et du déséquilibre énergétique pour deux périodes récentes.

Le contenu thermique planétaire qui réside dans le système climatique peut être théoriquement calculé à partir de la capacité thermique, de la densité et des distributions de température de chacun de ses composants. La plupart des régions sont désormais raisonnablement bien échantillonnées et surveillées, à l'exception la plus importante des profondeurs océaniques.
Des estimations de l'ampleur absolue de l'EEI ont également été calculées à l'aide des variations de température mesurées au cours d'intervalles de temps multidécennaux récents. La température de surface moyenne est calculée en faisant la moyenne des températures mesurées à la surface de la mer avec les températures de l'air mesurées au-dessus des terres. Des données fiables remontant au moins à 1880 montrent que la température moyenne de surface de l'air a connu une augmentation constante d'environ 0,18 °C par décennie depuis 1970 environ. L'EEI serait alors considéré comme positif du fait que les températures ont augmenté presque partout depuis plus de 50 ans. Ce raisonnement est cependant potentiellement circulaire, puisqu'il consiste à évaluer l'EEI à partir d'un historique de températures, pour ensuite conclure que les températures s'élèvent à cause d'un excès d'EEI. De plus, comme souligné à propos de la « température moyenne de la Terre », cette température peut fortement varier sans changer le bilan énergétique global.
La croûte terrestre et les régions couvertes d'une épaisse couche de glace ont absorbé relativement peu d'énergie excédentaire. En effet, l'excès de chaleur à leur surface ne s'écoule vers l'intérieur que par conduction thermique et ne pénètre donc que de quelques dizaines de centimètres au cours du cycle journalier et de quelques dizaines de mètres au cours du cycle annuel. Une grande partie de l'absorption de chaleur se traduit soit par la fonte des glaces et du pergélisol, soit par l'évaporation de plus d'eau des sols.
Les eaux océaniques sont des absorbeurs particulièrement efficaces de l'énergie solaire et ont une capacité thermique totale bien supérieure à celle de l'atmosphère. Les navires et stations de recherche ont échantillonné les températures de la mer en profondeur et autour du globe depuis avant 1960. De plus, après l'an 2000, un réseau en expansion de près de 4000 flotteurs robotisés Argo a mesuré l'anomalie de température, ou de manière équivalente, la variation de la teneur thermique de l'océan. Depuis au moins 1990, cette teneur thermique a augmenté à un rythme constant ou accéléré. L'écart représente la plus grande partie de l'EEI puisque les océans ont jusqu'à présent absorbé plus de 90 % de l'excès net d'énergie entrant dans le système au fil du temps.
La difficulté de cette estimation est que le climat mondial sort du petit âge glaciaire, et que contrairement à l'atmosphère, l'océan a une très grande capacité thermique, donc une très grande inertie. Son réchauffement peut donc être dû à des causes naturelles, qui ne sont pas capturées par les modélisations actuelles.

### Mesures au sommet de l'atmosphère
Plusieurs satellites mesurent l'énergie absorbée et rayonnée par la Terre, et donc par déduction le déséquilibre énergétique. Le projet Earth Radiation Budget Experiment (ERBE) de la NASA impliquait trois de ces satellites : le Earth Radiation Budget Satellite (ERBS), lancé en octobre 1984 ; NOAA-9, lancé en décembre 1984 ; et NOAA-10, lancé en septembre 1986.

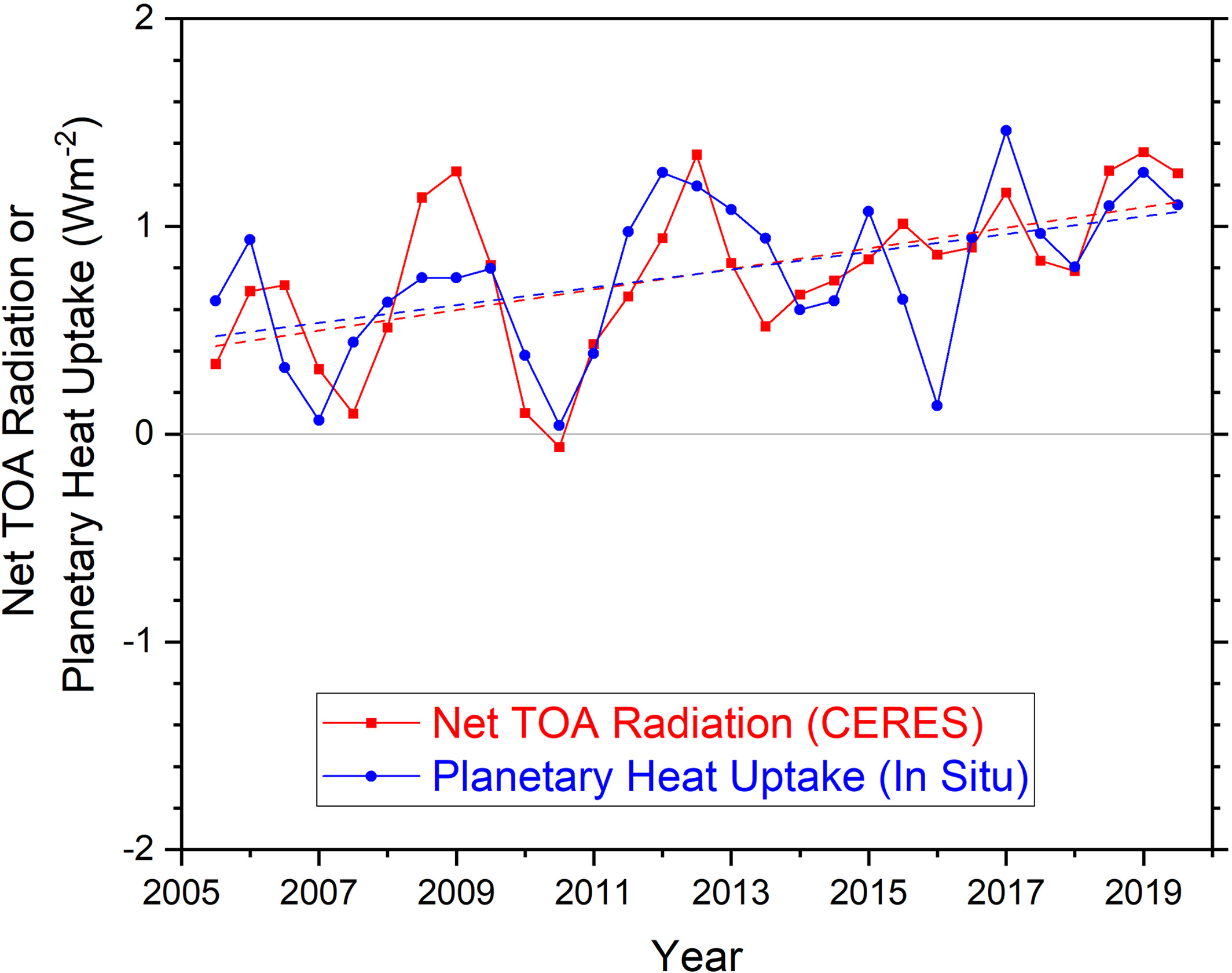
Croissance du déséquilibre énergétique de la Terre à partir de mesures par satellite et in situ (2005–2019). Un taux de +1, W/m2 additionné sur la surface de la planète équivaut à une absorption continue de chaleur d'environ 500 térawatts (~0,3 % du rayonnement solaire incident),.

Les instruments CERES (Clouds and the Earth's Radiant Energy System) de la NASA font partie de son système d'observation de la Terre (EOS) depuis mars 2000. CERES est conçu pour mesurer à la fois le rayonnement solaire réfléchi (courte longueur d'onde) et le rayonnement terrestre (longueur d'onde),. Les données CERES ont montré une augmentation de l'EEI à partir de +0,42 ± 0,48 W/m2 en 2005 à +1,12 ± 0,48 W/m2 en 2019. Les facteurs contributifs comprenaient plus de vapeur d'eau, moins de nuages, une augmentation des gaz à effet de serre et une diminution de la glace, qui ont été partiellement compensés par la hausse des températures,. Pour le modèle climatique CM4/AM4 du GFDL, il y avait moins de 1 % de chance que la variabilité interne du climat soit à elle seule à l'origine de cette tendance.
Cette « faible probabilité » peut cependant être considérée comme peu concluante, dans la mesure où aucun de ces modèle climatique n'a été calibré pour reproduire les variations climatiques passées, mais partent toujours de l'hypothèse d'un équilibre initial.
Les incertitudes liées à l'étalonnage radiométrique limitent la capacité de la génération actuelle d'instruments basés sur satellite, qui sont par ailleurs stables et précis. En conséquence, les variations relatives de l'EEI sont quantifiables avec une précision qui n'est pas non plus réalisable pour une mesure unique du déséquilibre absolu,